# فاونس

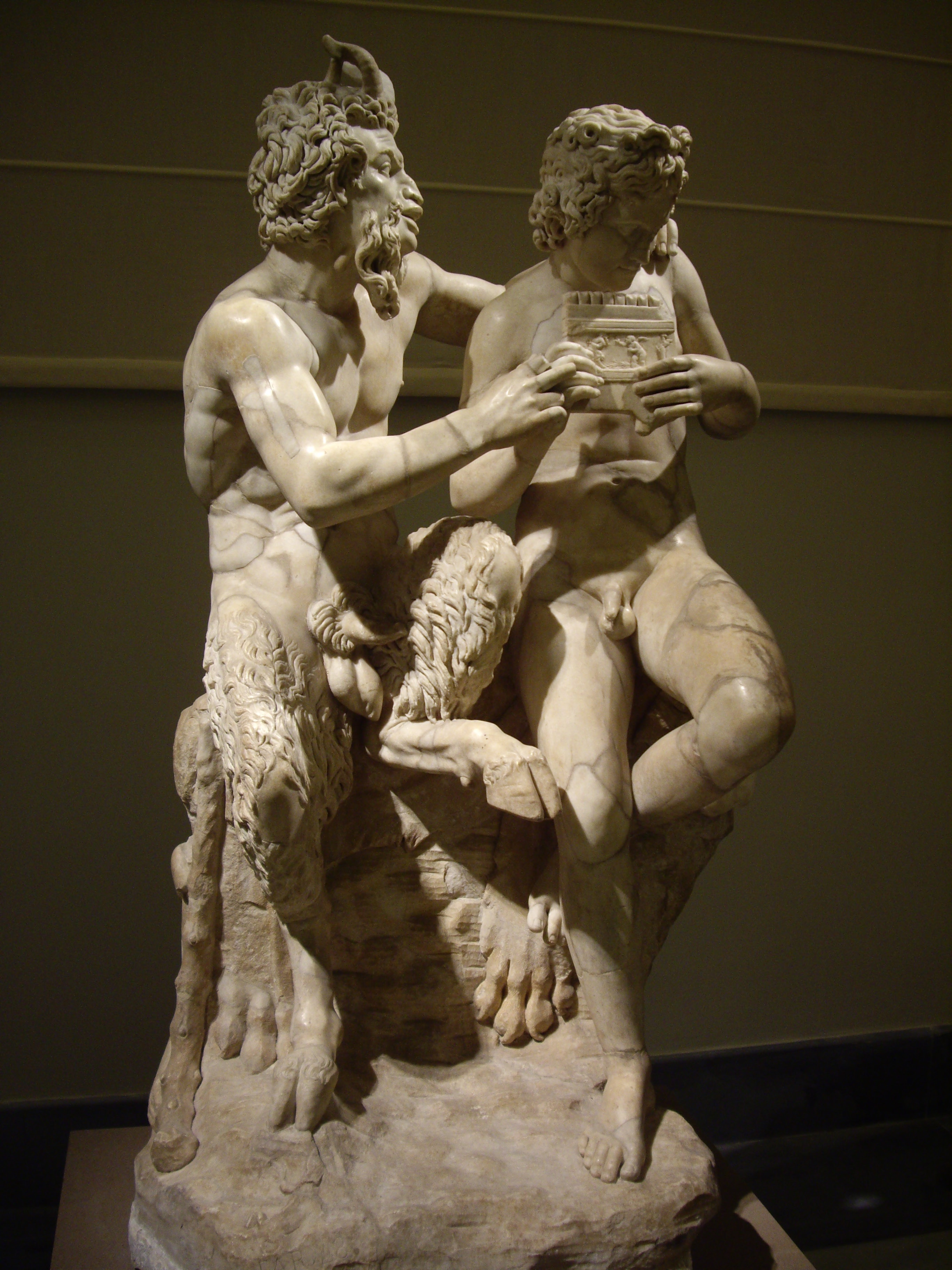
فاونس ودافنس يتدربان على البان فلوت (نسخة رومانية من التمثال الإغريقي الأصلي).

في الدين الروماني القديم والأساطير الرومانية القديمة، كان فاونس هو الإله ذو القرنين للغابة والسهول والحقول، وكان يدعى إينوس عندما يجعل الماشية خصبة. طوبق هذا الإله في الأدبيات مع الإله الإغريقي بان.
فاونس واحد من أقدم الآلهة الرومانية، وكان يعرف بأنه هو الدي إنديغيتس. حسب شاعر الملاحم فيرجيل، فإن فونس كان الملك الأسطوري للاتينيين. كان يُستشارُ ظلّه بوصفه إلهة للنبوءة اسمها فاتوس، وكان وسطاء وحيها في بستان تيبور المقدس، حول بئر ألبونيا، وعلى هضبة أفنتين في روما القديمة نفسها.
أكد ماركوس تيرينتيوس فاروا أن الاستجابات الوحيية كانت تعطى في شكل أبيات شعر ساتوراني. كشف فاونس المستقبل في المنامات والأصوات التي كان يُسمِعها لمن كانوا يأتون ليناموا في مناطقه، إذ يكونون نائمين على صوف حملان ضحّوا بها. اقترح وورد فولر أن يكون فاونس هو نفسه فافونيوس، وهذا الأخير واحد من آلهة الريح الرومانية (قارن مع أنومي).

## التأثيل
يعتقد عمومًا أن اسم فاونس ناشئ من الجذر الإيطالي البدائي فاو أو فاوونو (من تنويعات فاوون(جو))، وهو قريب من الكلمة الأمبرية فونس، وفونر، وتعنيان («الرحيم»). وهي مشتقة من الجذر الهندي الأوربي البدائي *bʰh₂u-n ويعني «المفضَّل» أو «المحبوب»، ومن هذا الجذر جاءت الكلمة الأيرلندية القديمة بوان، وتعني «الخير» أو «المفضل» أو «الصلب»، والكلمة الولزية الوسطى بون، وتعني «عذراء» أو «عزيزتي».
وتقترح نظرية أخرى أن كلمة قاونس هي الخارج اللاتيني من الجذر الهندي الأوربي البدائي *dhau-no- («الخانق»)، وهي دلالة على «الذئب»، لأن لوبيرسي (باللاتينية: لابوس، ويعني الذئب) مرتبط بالإله فاونس.

## الأصل
قد يكون فاونس من أصل هندي أوربي ومرتبطًا بالإله الفيجي رودرا.

## أقرانه وعائلته
في الخرافة يظهر فاونس على أنه ملك عجوز للبلاد اللاتينية، وهو حفيد ساتورنوس ابن بيكس، أبو اللاتينيين من الحورية ماريكا (التي تكون أحيانًا أم فاونس). بعد موته، يصعد فاونس إلى مرتبة الإله الحارس للأرض، بسبب خدماته الكثيرة في الزراعة وتربية المواشي.
أُشركت في عبادته إلهة لها صفات تشبه صفاته، سميت فاونا أو فاتوا. وكانت تعتبر هذه الإلهة بنته أو زوجته أو أخته. وكانت الإلهة المؤنثة بونا ديا ترتبط عادة بفاونا.
كما رافق بان البانيسكوي، أو البانات الصغار، كذلك كان ارتبط بفاونس الرئيس فاونسات إلى جانبه. فاونس من الأرواح المكانية للغابات البرية. بعد أن تثقف الرومان المهلنسون ربطوا إلههم فاونس بالساتيرات الإغريقيين، وهم مجموعة من أتباع ديونيسوس الهمج المعربدين، وكان لهم أصل مستقل.

## مساواته بالإله بان
مع ازدياد أثر الأساطير الإغريقية على الأساطير الرومانية في القرن الثالث والثاني قبل الميلاد، طابق الرومان آلهتهم بالآلهة الإغريقية، وطبقوا التأويل الروماني. طوبق فاونس طبيعيًّا مع الإله بان، الذي كان إلهًا رعويًّا للرعاة الذين قيل أنهم يقطنون أركاديا. لم يزل بان يصور وله قرون، وكذلك بدأت تصويرات كثيرة لفاونس تجعله بهذه الصفة. ولكن كثيرًا من الناس كان يعتبر الإلهين مستقلين، منهم مثلًا الشاعر الملحمي فيرجيل، في إنيادته، إذ أشار إلى فاونس وبان كلًّا على حدة.

## عبادته المتأخرة
عُبد فاونس في أرجاء الإمبراطورية الرومانية قرونًا مديدة. من أمثلة هذا مجموعة ملاعق من اثنتين وثلاثين ملعقة من لاقرن الرابع وجدت قرب ثيتفورد في إنجلترا عام 1979. وكان منقوشًا عليها اسم فاونس، وعلى كل واحدة لقب مختلف بعد اسم الإله. وكان على الملاعق أيضًا رموز مسيحية، لذا اقتُرح أنها كانت في أول الأمر مسيحية ثم أخذها الوثنيون وكرّسوها لإلههم فاونس. كان القرن الرابع الميلادي زمان تنصير على مدى واسع، وتقدم الاكتشافات أدلة على أنه حتى مع تراجع الدين الروماني التقليدي، لم يزل الناس يعبدون الإله فاونس.